# Figlie di Maria Immacolata sotto il patrocinio di San Giuseppe
Le Figlie di Maria Immacolata sotto il patrocinio di San Giuseppe (sigla F.M.I.) sono un istituto religioso femminile di diritto pontificio.

## Storia
Le origini della congregazione risalgono al gruppo di Figlie di Maria riunito nel 1874 a Molare dal sacerdote Sebastiano Zerbino con lo scopo di aiutare i parroci soprattutto nella formazione della gioventù femminile. Dopo due anni di vita comune, su invito di Giuseppe Maria Sciandra, vescovo di Acqui, l'8 dicembre 1876 le giovani emisero il voto di castità e le promesse di povertà e obbedienza.
Giuseppe Marello, successore di Sciandra, incoraggiò la comunità e le ordinò di dotarsi di un regolamento, la cui stesura fu terminata il 24 settembre 1891. Giuseppina Zerbino, cugina del fondatore, nel 1897 fu eletta superiora generale a vita ed è considerata confondatrice della congregazione.
Le costituzioni dell'istituto furono approvate con decreto vescovile il 1º dicembre 1946.

## Attività e diffusione
Le suore si dedicano all'educazione della gioventù tramite la catechesi e in scuole, oratori, laboratori e altre opere.
Oltre che in Italia, sono presenti in Brasile, in India, nelle Filippine e in Perù; La sede generalizia è a Roma.
Alla fine del 2015 l'istituto contava 192 religiose in 20 case.